# Georg-Siegfried Schmutzler

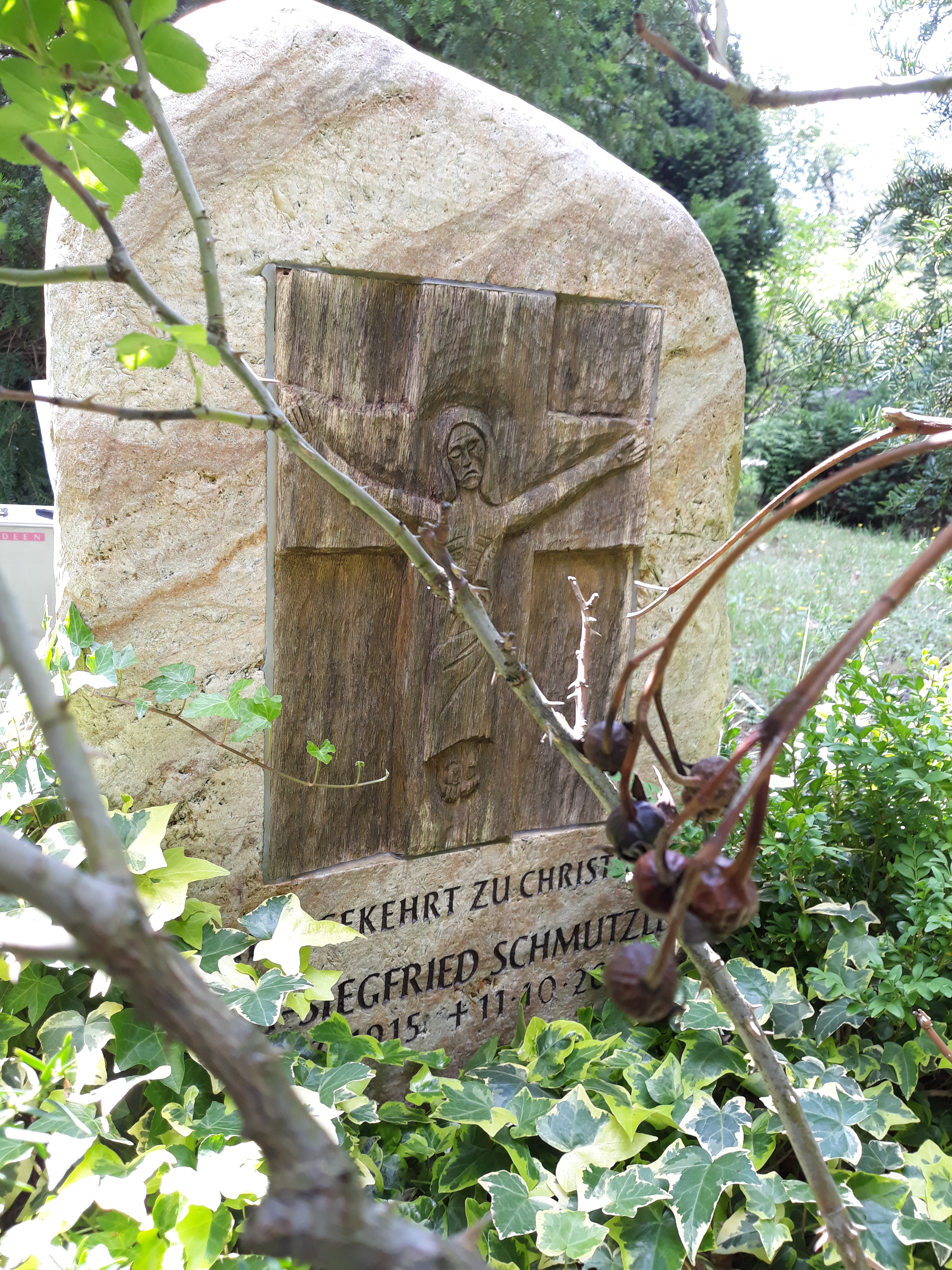
Das Grab von Georg-Siegfried Schmutzler auf dem Friedhof Lilienthalstraße (Berlin)

Ernst Georg Siegfried Schmutzler (zum Vornamen s. u.; * 14. März 1915 in Leipzig; † 11. Oktober 2003 in Berlin) war ein deutscher evangelisch-lutherischer Pfarrer, Dissident und Widerstandskämpfer gegen die SED-Diktatur.

## Namensvarianten
Autobiographisch und nach DNB, deshalb hier lemmabildend: Georg-Siegfried Schmutzler; daneben sind in der Literatur verschiedene Formen des Vornamens nachweisbar:
Ernst Georg Siegfried Schmutzler – Der vollständige Vorname lautete den Angaben von Angehörigen zufolge Ernst Georg Siegfried Schmutzler, wobei Siegfried der Rufname war.
Georg-Siegfried Schmutzler – Die Autobiografien (1992, 1994) u. a. führen den (für das hiesige Lemma maßgeblichen) Doppelnamen Georg-Siegfried Schmutzler; so auch bei der DNB und z. B. Gerhard Besier: Der SED-Staat und die Kirche 1969–1990. Die Vision vom »Dritten Weg«.
Georg Siegfried Schmutzler – Die Doppelnamensform ohne Bindestrich scheint außerhalb der Wikipedia selten nachgewiesen, so z. B. im Text [!] des Leipzig-Lexikons und einer landeskirchlichen Bildunterschrift.
Siegfried Schmutzler – Dagegen wurde die Dissertation 1939 noch unter dem Rufnamen Siegfried Schmutzler veröffentlicht; die Namensform erscheint ebenso in der Prozessdokumentation des Spiegels von 1957, in den Veröffentlichungen bis 1975 und ebenso später auch bei Gerhard Besier: „Pfarrer, Christen und Katholiken“, bei Neubert, im Leipzig-Lexikon (in der Überschrift), in Chrismon, im Untertitel des Gemäldes Aufrecht stehen von Reinhard Minkewitz (s. u. unter Ehrungen, Literatur und Weblinks) sowie im Nekrolog des kirchlichen Amtsblatts.
Georg Schmutzler – Diese Namensform verwendete Schmutzler seit den 1970er Jahren zunehmend in seiner Korrespondenz.

## Leben
Georg-Siegfried Schmutzler wuchs in Leipzig bei seiner Mutter auf. Sein Vater war während des Ersten Weltkriegs in Amerika verschollen. Trotz wirtschaftlich schwieriger Verhältnisse ermöglichte ihm seine Mutter den Besuch an der Oberrealschule-Ost (der späteren Humboldtschule) in Leipzig-Reudnitz.
Ab 1933 studierte er Pädagogik und Philosophie an der Universität Leipzig u. a. bei Theodor Litt und wurde dort 1939 über Schleiermachers Erziehungstheorie zum Dr. phil. promoviert. 1939 aufseiten der Bekennenden Kirche stehend, wurde er durch langen Kriegsdienst und eine Tuberkuloseerkrankung am „aktiveren“ Widerstand gehindert.
Bald nach dem Überfall Deutschlands auf Polen wurde er zur militärischen Grundausbildung in Döbeln eingezogen und arbeitete danach als Volksschullehrer, u. a. erteilte er Religionsunterricht. Als Wehrmachtsangehöriger war er ab 1941 in Jugoslawien eingesetzt und in Auseinandersetzungen mit Partisanen verwickelt. Im gleichen Jahr heiratete er die Volksschullehrerin Marianne Dachsel. Bis zum Februar 1946 blieb er Kriegsgefangener.
Unter geänderten politischen Rahmenbedingungen in der Sowjetischen Besatzungszone konnte er nicht wieder in den Schuldienst zurückkehren. Bereits in den ersten Kriegsjahren entstand der Wunsch, Theologie zu studieren, und so begann er 1946 ein Studium der evangelischen Theologie in Leipzig. Er hörte wieder bei Litt, ferner bei Ernst Sommerlath, dem er assistierte, Albrecht Alt, Albrecht Oepke, Franz Lau und Martin Doerne. Die Evangelische Studentengemeinde wird ihm zur „Mitte“ seines Lebenszusammenhangs. 1951 schloss er das Studium mit dem Fakultätsexamen ab, woran sich die Ausbildung als Lehrvikar im Evangelisch-Lutherischen Landeskirchenamt Sachsen in Dresden anschloss.
Bereits 1946/47 war er Stadtverordneter in Markranstädt bei Leipzig, 1946–1950 Mitglied der CDU.
1952 ordiniert, wirkte er zunächst als Hilfsgeistlicher in Panitzsch (Kirchenbezirk Leipzig-Land), danach arbeitete er als Pfarrer an der Kreuzkirche in Dresden mit Dienstleistung als Studieninspektor im Predigerseminar Lückendorf. Von 1954 bis 1957 wirkte er als Pfarrer der Evangelisch-Lutherischen Landeskirche Sachsens an der evangelisch-lutherischen Kirchgemeinde St. Petri in Leipzig und zugleich als Studentenpfarrer der Evangelischen Studentengemeinde Leipzig (ESG Leipzig), wo er sich kritisch mit der herrschenden Ideologie und der entsprechenden staatlichen Praxis der DDR auseinandersetzte.

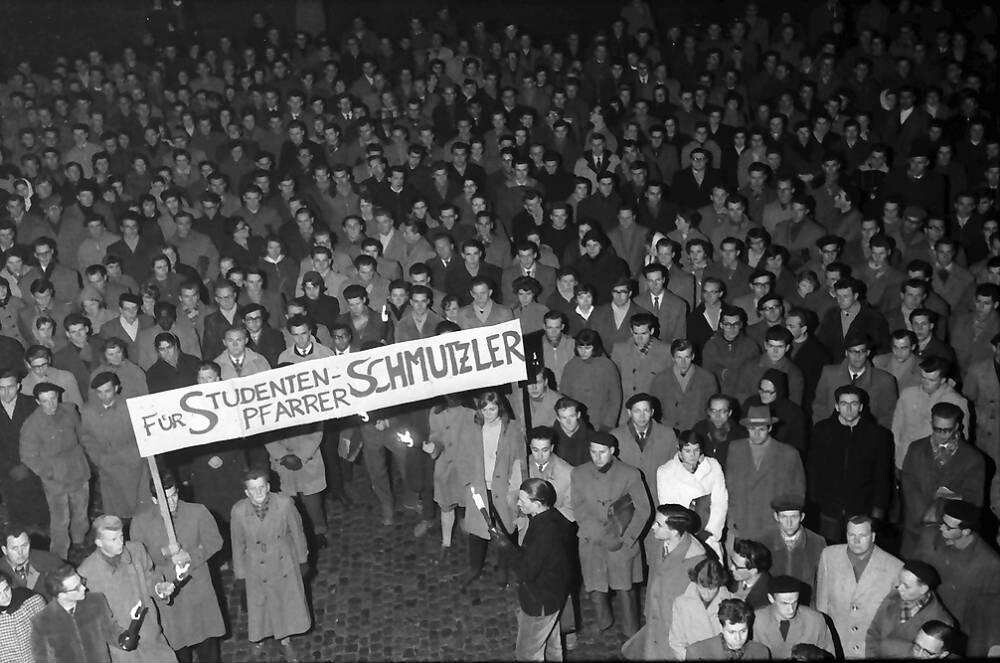
Solidarischer Schweigemarsch in Freiburg im Breisgau (Dezember 1957)

Nach einer Evangelisationswoche in Böhlen vom 23. Februar bis zum 1. März 1957 unter Beteiligung von Studierenden der ESG Leipzig wurde Schmutzler am 5. April 1957 in seiner Wohnung in der Alfred-Kästner-Straße 11 in Leipzig von der Staatssicherheit der DDR verhaftet. Nach einem von gegensätzlichem propagandistischen Medieninteresse im In- und Ausland begleiteten „Schauprozess“ wurde Schmutzler am 28. November 1957 wegen sog. „Boykotthetze“ zu fünf Jahren Haft verurteilt. Er war bis zu seiner (vorzeitigen) Entlassung am 18. Februar 1961 in Torgau inhaftiert. Ein seitens der DDR geplanter, durch den Jura-Professor Friedrich Karl Kaul sondierter Gefangenenaustausch gegen Robert Esterle, ein am 27./28. Mai 1960 in der Bundesrepublik Deutschland verurteiltes Mitglied der 1956 für illegal erklärten KPD, fand nicht statt. Nach seiner Entlassung hat nach Schmutzlers Angaben der sächsische Landesbischof Gottfried Noth bei ihm – unausgesprochen wohl für die opportunistische, wenigstens zurückhaltend-taktierende Haltung der Ev.-Luth. Landeskirche Sachsens – um Vergebung gebeten.
Schmutzler wurde dann Pfarrer an der Jakobikirche in Dresden mit Dienstleistung im Landeskirchenamt und damit für 20 Jahre bis zu seinem Ruhestand Theologisch-pädagogischer Fachberater der sächsischen Landeskirche und beim Bund der Evangelischen Kirchen in der DDR (BEK). Vom Sommersemester 1968 bis zum Sommersemester 1981 lehrte er als Lehrbeauftragter für Philosophie und im gleichen Zeitraum als Lehrbeauftragter für Pädagogik am Theologischen Seminar Leipzig und war seit 1970 Mitglied der Kommission „Kirchliche Arbeit mit Kindern und Konfirmanden“ des BEK.
1981 trat er in den Ruhestand und zog dann nach West-Berlin, wo er mit seiner zweiten Ehefrau lebte. In der Paul-Schneider-Kirchengemeinde Berlin-Lankwitz war er von 1982 bis 2000 Leiter der Arbeitsgruppe „Frieden“.
Schmutzler wurde am 9. Juli 1991 politisch rehabilitiert. 1996 fanden im Saal 115 des Leipziger Landgerichtes – am Ort seiner Verurteilung – Revisionsprozesse gegen die damaligen DDR-Richter Kurt Bachert und Erich Wirth statt, wobei Schmutzler als Zeuge auftrat.
Die Arbeit der nach dem Tode seines Lehrers 1997 gegründeten Theodor-Litt-Gesellschaft begleitete Schmutzler „mit wachem, manchmal auch kritischem Interesse“.
Im September 2006 übergab Schmutzlers Witwe Regina den schriftlichen Nachlass ihres Mannes an das Leipziger Universitätsarchiv.

## Folgen des Prozesses gegen Schmutzler
Das Schicksal der im Gefolge des Schmutzler-Prozesses vom Ministerium für Staatssicherheit festgenommenen und verhörten, zunächst mit Uni-Betretungverbot und Stipendienentzug belegten, dann zu Haftstrafen verurteilten oder (zeitweilig und DDR-weit) exmatrikulierten bzw. (dauerhaft und DDR-weit) relegierten und ab 1990 nur z. T. rehabilitierten Studentinnen und Studenten ist bisher lediglich ansatzweise aufgearbeitet worden. Während die Theologiestudenten vergleichsweise problemlos an andere, d. h. kirchliche Ausbildungsstätten wechseln und das Studium ohne nennenswerte Unterbrechung fortsetzen konnten, musste sich z. B. ein exmatrikulierter Chemiestudent anderthalb Jahre „in der Produktion bewähren“, bevor er sein Studium durch eine „Bürgschaft“ (für politisches Wohlverhalten) des Theologie-Professors Emil Fuchs wieder aufnehmen durfte.
Eine Entschuldigung der Evangelisch-Lutherischen Landeskirche Sachsens gegenüber den anderen Inhaftierten und Verfolgten – ähnlich der Vergebungsbitte von Landesbischof Noth 1961 (s. o.) – ist unterblieben; eine moralische wie materielle Wiedergutmachung ist bisher allein über die (staatlichen) Rehabilitierungsgesetze gegeben. Die Verfolgungen der Studierenden im Umfeld des Schmutzler-Prozesses und eine kritische Auseinandersetzung mit der damaligen Haltung der Landeskirche sowie Schmutzlers selbst sind – bei Würdigung lokal und inhaltlich begrenzter Ansätze (und dies erst 2011!) – in die gesamtkirchliche Erinnerungskultur der Evangelisch-Lutherischen Landeskirche Sachsens erkennbar nicht eingegangen. Abgesehen von Schmutzlers eigenen Erinnerungen ist die Opferperspektive bis auf eine bekannte Ausnahme undokumentiert geblieben. Die Täterperspektive ist des zeitlichen Abstands wegen nur noch aus den schriftlichen Zeugnissen (wie z. B. Stasi-Unterlagen, Berichten der SED-Kreisleitung und [SED-]Universitätsparteileitung sowie Gerichtsprotokollen) rekonstruierbar.
Zu den namentlich bekannten politisch verfolgten Studierenden im Zusammenhang des Schmutzler-Prozesses gehören die Theologie-Studenten Andreas Jentsch, Wolfgang Wohllebe, Hanno Schmid, Eva Opitz sowie der Gymnasiast Friedemann Berger.
Als Nachfolger Schmutzlers setzte die Ev.-Luth. Landeskirche Sachsens den „loyalere[n]“ Studentenpfarrer Dietrich Mendt ein, der seinen Schwerpunkt (zunächst) nicht in der politischen Auseinandersetzung und Außenwirkung der ESG vielmehr in der inneren und geistlichen Konsolidierung derselben angesichts ihrer „kompletten Überwachung“ sah.

### Bericht über den Schmutzler-Prozess vor Senatsmitgliedern der Universität Halle
Der damalige Prorektor für Studienangelegenheiten der Martin-Luther-Universität Halle-Wittenberg,  Rudolf Herrmann nutzte 1957 eine Sitzung des Senats dazu, um über den Gerichtsprozess und das Urteil gegen den Studentenpfarrer der ESG Leipzig zu berichten. Er leitete mit dem Schmutzler-Prozess den Lagebericht an der Hallenser Universität ein. Seine Ausführungen über den „Kurs gegen die Kirche und die Studentengemeinden in dieser Zeit“ wurden als „erschreckend“ empfunden, besonders von jenen Senatsmitgliedern, die mit der evangelischen Kirche eng verbunden waren, wie der Religionswissenschaftler Arno Lehmann und der Agrarwissenschaftler Erich Hoffmann, und deren Kinder Veranstaltungen der ESG Halle besuchten und sie selbst dort als Referenten wirkten.

## Ehrungen
Im Oktober 1996 wurde Schmutzler das Bundesverdienstkreuz am Bande verliehen.
Am 17. September 1997 beschloss die Ratsversammlung der Stadt Leipzig, Schmutzler die Ehrenmedaille der Stadt Leipzig zu verleihen. Am 18. November 2004 wurde beschlossen, einer neu angelegten Straße im Leipziger Stadtteil Gohlis-Süd den Namen Schmutzlerstraße zu geben.
Seit 2012 erinnert eine Gedenktafel am Georg-Siegfried-Schmutzler-Haus, Sitz der ESG Leipzig, an Schmutzlers Leben und Wirken.
Auf dem Monumentalgemälde Aufrecht stehen von Reinhard Minkewitz von 2015 im Leipziger Universitätsgebäude figuriert Schmutzler neben anderen politischen Opfern des DDR-Regimes an der Leipziger Universität: Herbert Belter, Werner Ihmels, Wolfgang Natonek, Ernst Bloch, Hans Mayer und Erich Loest.

## Schriften

### Autobiografien
- Georg-Siegfried Schmutzler: Gegen den Strom: Erlebtes aus Leipzig unter Hitler und der Stasi: „… es war tatsächlich möglich ...“[40]. Vandenhoeck & Ruprecht, Göttingen 1992, ISBN 3-525-55420-6.
- Georg-Siegfried Schmutzler: Gemeindepädagogik in Aktion. Von der Mauer bis zur Wende (= Unio und Confessio. Bd. 18). Luther-Verlag, Bielefeld 1994, ISBN 3-7858-0362-1.

### Werke
- Siegfried Schmutzler: Die Prinzipien der Unterstützung und der Gegenwirkung in Schleiermachers Erziehungstheorie. Dissertation, Universität Leipzig. Hoffmann, Inh. Fritz Seifert, Leipzig 1939, OCLC 247803961 (112 S.).
- Siegfried Schmutzler: Wir haben das Leben gesehen.[41] Eine biblische Bilderfolge für Christenlehre und Gemeinde (mit Hans-Georg Anniès und Magdalena Kupfer). Evangelische Verlagsanstalt, Berlin 1970, DNB 750042796; 2. Aufl. Ebenda 1973, DNB 750052422.
- Siegfried Schmutzler: Zeichen. Vierzehn Holzschnitte zu den Evangelien Ausgelegt für kirchliche Kinder-, Jugend- und Gemeindearbeit von Siegfried Schmutzler (mit Hans-Georg Anniès). Evangelische Verlagsanstalt, Berlin 1975, DNB 780146077; 2. Aufl. Ebenda 1980 DNB 821104039.
- Georg-Siegfried Schmutzler: Opposition in der frühen DDR. Die Evangelische Studentengemeinde (ESG) Leipzig in den 50er Jahren. In: Gert Kaiser, Ewald Frie (Hrsg.): Arbeitskreis Christen, Staat und Gesellschaft in der DDR. [2] Vorträge und Diskussionen 1993/94. Wissenschaftszentrum Nordrhein-Westfalen, Düsseldorf 1994, ISBN 3-929-48306-8 (S. 66 zur Situation vor seiner Verhaftung), zit. n. Aribert Rothe: Evangelische Studentengemeinden in der DDR (PDF; 184 kB), S. 3. In: bejm-online.de. Website des Bundes Evangelischer Jugend in Mitteldeutschland (vgl. Evangelische Studierendengemeinde#Geschichte).
- Georg-Siegfried Schmutzler: Die Rolle der Religion in Theodor Litts Pädagogik und Philosophie in seiner Leipziger Zeit. In: Theodor-Litt-Jahrbuch. ISSN 1439-1805, 2001/2. Leipzig 2002, ISBN 3-936522-22-7, S. 162.[42][43]